# رولز-رویس هاوک
رولز-رویس هاوک (به انگلیسی: Rolls-Royce Hawk) یک موتور هواگرد ساختِ کارخانهٔ رولز-رویس لیمیتد در کشور بریتانیا است.